# 世界新闻报电话窃听丑闻
《世界新闻报》电话窃听丑闻是一个涉及英国媒体《世界新闻报》的丑闻。

## 历史
2011年7月4日，英国《卫报》头条报道称，《世界新闻报》在2002年非法窃听失踪少女米莉·道勒及其家人的电话，干扰警方破案。这篇报道在英国媒体、政界、警方引起巨大反响，继而带出越来越多窃听丑闻。《世界新闻报》为默多克旗下新闻集团所属媒体，默多克与此次丑闻涉及的人物有密切关系，对默多克集团造成了巨大打击。2011年7月19日，新闻集团董事长鲁珀特·默多克因《世界新闻报》电话窃听丑闻出席英国议会下院听证会，他表示这是他一生中最卑微的一天。此事件導致世界新闻报停刊。新聞集團也因此放棄收購英國天空。10月21日，新闻集团的英国子公司国际新闻公司向米莉·道勒家人作出200万英镑的赔偿。鲁珀特·默多克為表达对窃听行为的歉意，向慈善机构捐款100万英镑。